# 원고려기사
《원고려기사》(元高麗記事)는 중국 청(淸)의 학자 문정식(文廷式, 1856~1904)이 《영락대전》(永樂大典) 권4446에서 고려와 원(元) 양국의 외교와 관련한 사료를 발췌하고, 《원사》(元史) 고려전(高麗傳)을 참고하여 약간의 주해를 달아 엮은 책이다. 1917년 3월에 간행되었다. 1책 48면의 분량이다.

## 내용
1216년부터 1301년까지의 기록을 수록하고 있으며, 뒤에 경세대전(經世大典)의 고려일문(高麗一門) 기사였던 탐라 항목이 추가되어 있다.
현재로서는 경세대전과 영락대전이 모두 소실되었으므로 경세대전의 원형을 가장 충실하게 전하여 주는 자료로서 가치가 있으며, 원사 고려전과 함께 여원관계의 연구에 있어 매우 중요한 자료로 이용되고 있다.

## 한국어 번역
《원고려기사》는 2008년에 한국의 선인문화사(도서출판 선인)에서 여원관계사연구팀 (엮은이)에 의해 국역 출간되었다.